# Avici

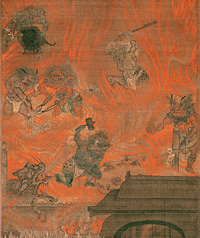
Avīci, 13. Jahrhundert, aus einer japanischen Sammlung

Avīci (Sanskrit und Pali, adj., अवीचि IAST avīci, für „ohne Wellen“, „ohne Stillstand“, „ohne Erholung“, „keine Ruhepause“, „kein Refugium“ oder „Tiefpunkt“ — chinesisch 無間地獄, Pinyin Wújiàn dìyù und 阿鼻地獄,  Ābí dìyù) bezeichnet die tiefste Ebene der buddhistischen Hölle (Naraka), auf die jene Verstorbenen gelangen, welche die schwersten Verbrechen begangen haben. Hierunter fallen Verbrechen wie vorsätzlicher Vater- oder Muttermord oder das Blutvergießen eines Buddhas.
Karma zur Wiedergeburt in dieser Hölle sammelt:
- Wer ein Schisma der Sangha (absichtlich) herbeiführt,
- Wer absichtlich seinen Vater tötet,
- Wer absichtlich seine Mutter tötet,
- Wer absichtlich das Blut eines Buddha vergießt,
- Wer absichtlich einen Arhat tötet.

Da es in der zyklischen Kosmologie des Buddhismus keine Vorstellung einer ewigen Hölle oder eines ewigen Himmels gibt, gilt die Zeit der Bestrafung in Avici als begrenzt, jedoch wird sie als die am längsten Andauernde gedacht. Avici wird mehrmals im Lotos-Sutra erwähnt.